# Hawaiian Paradise Park
Hawáian Paradise Park es un lugar designado por el censo ubicado en el condado de Hawái en el estado estadounidense de Hawái. En el año 2000 tenía una población de 7.051 habitantes y una densidad poblacional de 180.9 personas por km².

## Geografía
Hawáian Paradise Park se encuentra ubicado en las coordenadas 19°35′25″N 154°58′33″O / 19.59028, -154.97583. Según la Oficina del Censo, la localidad tiene un área total de 39,4 km² (15,2 mi²), de la cual 39 km² (15,1 mi²) es tierra y 0,4 km² (0,2 mi²) (1.05%) es agua.

## Demografía
Según la Oficina del Censo en 2000 los ingresos medios por hogar en la localidad eran de $36.300, y los ingresos medios por familia eran $38.312. Los hombres tenían unos ingresos medios de $35.450 frente a los $23.642 para las mujeres. La renta per cápita para la localidad era de $15.417. Alrededor del 17.0% de las familias y del 19.6% de la población estaban por debajo del umbral de pobreza.